# Южно-российская биеннале современного искусства
Южно-российская биеннале современного искусства — серия современных выставочных проектов, отражающих актуальные тенденции развития современного искусства, проходящие в галереях, музеях, выставочных залах, на улицах Ростова-на-Дону.

## О биеннале
Первая Южно-российская биеннале современного искусства была запланирована в Ростове-на-Дону с 21 мая по 11 июня 2010 года при поддержке Министерства культуры Ростовской области. Южно-российская биеннале современного искусства являлась частной инициативой, которую неожиданно решило поддержать областное Министерство культуры. Биеннале в феврале 2010 года была анонсирована на официальном сайте Министерства культуры РФ.
Тема биеннале — «Сеанс связи». Основной проект биеннале также называется «Сеанс связи» (кураторы — Н. Гончарова, ГЦСИ и С. Крузе, РОМИИ) и представляет собой выставку работ актуальных художников из коллекции Государственного центра современного искусства (Москва).
Стартовая официальная пресс-конференция состоялась 10 февраля 2010 года в РОМИИ на Чехова.
Биеннале объединит на нескольких городских площадках выставки изобразительного искусства, видео-арт, анимацию и новые формы искусства, для которых пока нет терминов. Идея проведения в Ростове-на-Дону биеннале принадлежит ростовскому художнику и преподавателю Александру Лишневскому и коллекционерам Игорю Введенскому и Вячеславу Давыденко. Министр культуры РО С. Васильева на пресс-конференции, посвященной предстоящему событию, объявила: «Считается, что регион, проводящий биеннале, направлен на инновации». При этом существует мнение, что на сегодняшний день Ростов-на-Дону находится на последнем месте в России среди городов-миллионников по числу музеев, библиотек и театров на душу населения.
В программе биеннале по состоянию на начало мая 2010 года было запланировано 16 проектов, которые разделяются на основной, специальные и параллельные проекты.
К участию организаторами были заявлены Александр Флоренский, Юрий Шабельников, Валерий Кошляков, Леонид Тишков, Сергей Шеховцов, Дмитрий Гутов, Олег Кулик, Prigov Family Group. Имена остальных художников прессе до открытия биеннале не раскрываются. Специальный гость биеннале — Сергей «Африка» Бугаев. Почетный гость — Леонид Бажанов, художественный руководитель ГЦСИ.
В рамках биеннале Южный федеральный университет планировал проведение научно-практической конференции «Современное искусство как средство межкультурной и межрегиональной коммуникации».

## Состав оргкомитета
- А. Лишневский — комиссар биеннале и куратор проекта «С-В-Я-З-И» Connection.
- С. В. Крузе — председатель оргкомитета.
- И. В. Введенский — сопредседатель оргкомитета.
- В. В. Давыденко — сопредседатель оргкомитета.
- Т. П. Неклюдова — зам. председателя оргкомитета.
- А. Черноокий — арт-директор биеннале.

## Выставочные площадки
- Центр современного искусства «Табачная фабрика», ул. Красноармейская 170. Вход с ул. Горького.
- РОМИИ, ул. Чехова 60.
- Городской дом Творчества, ул. Темерницкая 45.
- Донская государственная публичная библиотека, ул. Пушкинская 175 А.
- РОМИИ, ул. Пушкинская 115.
- Ростовский областной музей краеведения, ул. Б. Садовая 79.
- МСИИД, ул. Шаумяна 51.

## Проекты, исключённые из программы
- В начале апреля 2010 года проект Юрия Шабельникова «Без названия» (Спящий милиционер), специально подготовленный для Первой Южно-российской биеннале, был отклонён оргкомитетом без каких-либо официальных комментариев[12]. При этом его же работа «Мистерия-beef» (2000) из собрания ГЦСИ была одной из центральных в основном проекте биеннале «Сеанс связи»[13].
- На конец апреля 2010 года по различным причинам от участия в биеннале отказались кураторы Александр Флоренский (проект «Пленэр») и Вадим Махницкий (проект «WATERЛИНИЯ») [14].

## Открытие биеннале
Первая биеннале была торжественно открыта 21 мая в здании Ростовского областного музея изобразительных искусств на ул. Пушкинской, в стенах которого разместился основной проект биеннале «Сеанс связи» (коллекция ГЦСИ, Москва). В ходе церемонии открытия биеннале группой «Мир» была проведена несанкционированная акция «Слепые. Disconnect»: внедрённая в «президиум» сурдопереводчица аккуратно перевела на язык жестов выступления Леонида Бажанова, Сергея «Африки» Бугаева и организаторов биеннале, после чего экскурсовод и сурдопереводчица провели группу зрителей в чёрных очках по выставочным залам и «осмотрели» экспозицию.